# Baiheliang

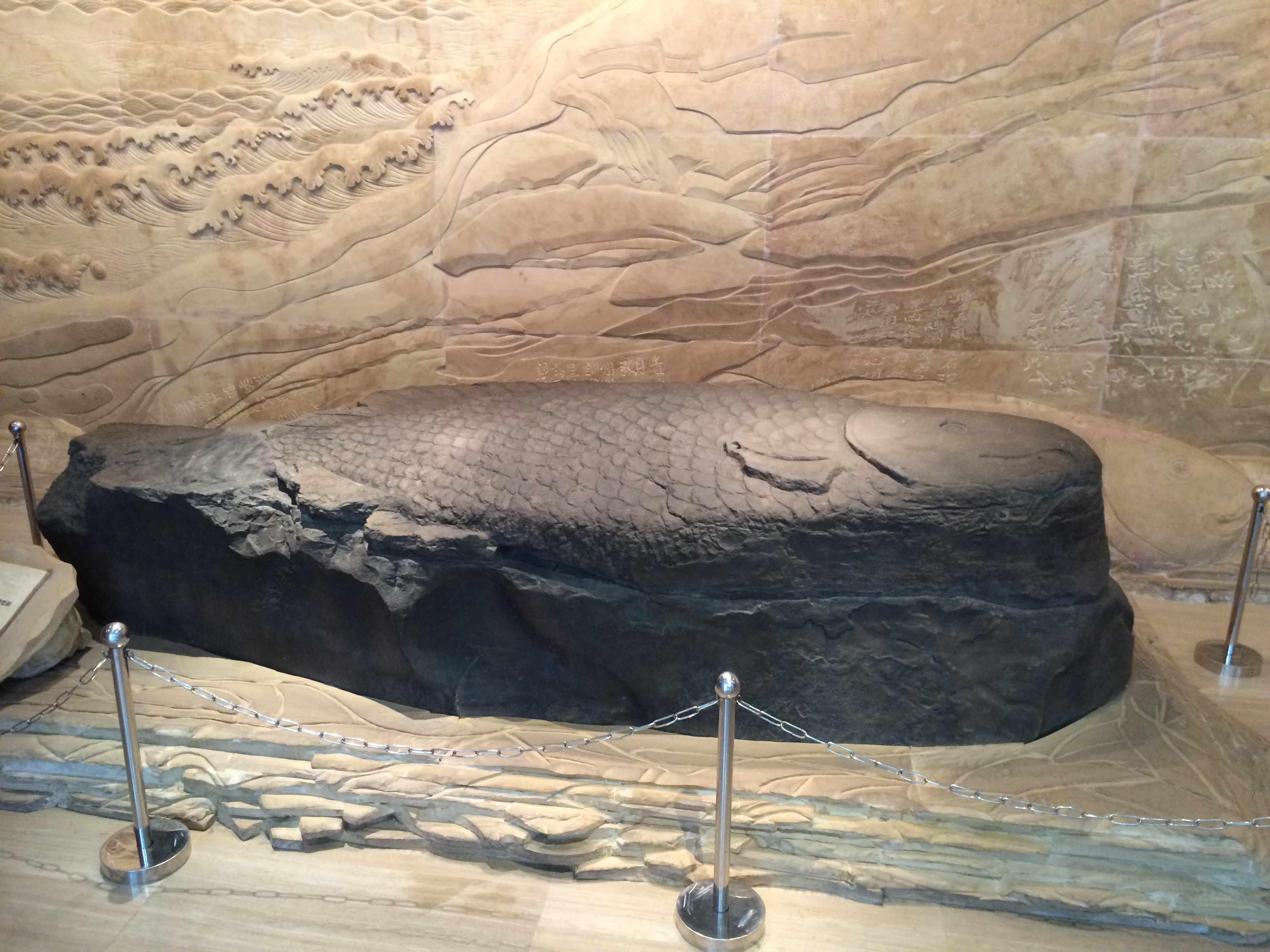
Poisson gravé datant de la dynastie Qing initialement situé sur Baiheliang et aujourd'hui exposé au musée sous-marin de Baiheliang

Baiheliang (chinois simplifié : 白鹤梁 ; chinois traditionnel : 白鶴梁 ; pinyin : Báihèliáng ; litt. « crête du crâne blanc ») était un affleurement rocheux situé dans le district de Fuling  à Chongqing qui se déployait au milieu du fleuve Yangzi Jiang.
Dans le passé, Baiheliang servait à mesurer la hauteur de l'eau du Yangzi Jiang un peu comme une station hydrométrique. L'affleurement rocheux s'étendait sur une longueur de 1,6 km pour une largeur de 10 à 15 mètres même s'il restait immergé la majeure partie de l'année. Il était visible en hiver et au début du printemps. 
Gravées dans la roche, on peut y lire 163 inscriptions et dessins dont 114 annotations hydrographiques qui sont autant d'enregistrements précis des niveaux d'eau du fleuve sur plus de 1 200 ans. Les relevés commencent lors de la première année de la dynastie Tang en 763. En bas de l'affleurement se trouvait un poisson sculpté. Ses yeux indiquaient le niveau le plus bas de fleuve. Ce poisson sculpté lors de la dynastie Tang a été modifié en 1685, année où le niveau le plus bas a atteint un nouveau record. Les yeux du poisson sont utilisés comme le niveau 0 d'une jauge de mesure.
Ces inscriptions sont restées inconnues des Occidentaux jusque dans les années 1970 jusqu'à ce que des experts chinois les présentent dans un symposium au Royaume-Uni.
Baiheliang a été complètement immergée en 2003 à la suite de la construction du barrage des Trois-Gorges. L'agence de presse Xinhua s'était alors réjoui de la disparition d'une menace pour la navigation sur le Yangzi Jiang.
Le poisson sculpté le plus connu de Baiheliang est une carpe de 2,8 mètres. Des centaines de phrases poétiques sont écrites sur les rochers. Cette carpe aujourd'hui détachée de l'affleurement et ces inscriptions immergées de Baiheliang sont visibles au musée sous-marin de Baiheliang qui a ouvert le 18 mai 2009. D'autres sculptures provenant sont visibles au musée des Trois Gorges situé dans le centre-ville de Chongqing.
Le site fait partie du patrimoine mondial.